# 伊東祐之 (薩摩藩士)
伊東 祐之（いとう すけゆき）は幕末の薩摩藩の武士。陽明学者。通称は猛右衛門。家格は御小姓与。曾孫は旧相馬藩士族で文豪の埴谷雄高。

## 経歴
先祖は伊東平右衛門祐氏の次男の伊東新右衛門という。その分家筋の伊東新左衛門祐勝と伊東平左衛門祐良の娘との間に長男として誕生し、伯父で本家の伊東新之亟祐可の養嗣子となる。
東郷実友の近所（現・鹿児島市加治屋町）に住み、東郷実猗、東郷平八郎兄弟や海江田信義が師事したという。
子は伊東蒙助祐章、伊東猛助祐実。長男・祐章は5男2女を儲けるが、次女のあさ以外は夭折する。あさは般若三郎の妻となり、般若豊（埴谷雄高）を産んだとされる。